# Mitch Rouse
Edward Mitchell „Mitch“ Rouse (* 6. August 1964 in Knoxville, Tennessee) ist ein US-amerikanischer Schauspieler, Regisseur und Drehbuchautor.

## Leben
Rouse ist in Knoxville, Tennessee geboren und in Oak Ridge, Tennessee, aufgewachsen.
Während seiner Zeit an der örtlichen Oak Ridge High School spielte er American Football. Er begann ein Studium an der University of Tennessee, bevor er sich der Schauspielerei zuwandte.

## Karriere
Rouse studierte Schauspielkunst in Atlanta, Georgia und später in Chicago, Illinois Improvisation. In Chicago bekam er Kontakt mit Del Close und der legendären Theatergruppe Second City Theatre, wo er seinen langzeitigen Freund und Kollegen David Pasquesi kennen lernte. Nach dem Schreiben und dem Auftritt in einer Second City-Produktion zog Rouse nach New York City.

### Fernsehen
In New York City entwickelte, schrieb und spielte Rouse neben Amy Sedaris, Paul Dinello und Stephen Colbert zwei Fernsehserien für den Kabelkanal Comedy Central: Exit 57 (1995–1996) und Strangers with Candy (1999–2000).
Rouse erschien als Darsteller in den verschiedensten Neben- und Kleinrollen in einigen US-amerikanischen Fernsehsendungen wie Reno 911!, Hör mal, wer da hämmert, Still Standing und Lost at Home. Er spielte als Ryan Gibson Danas Verlobten und späteren Ehemann in den Staffeln 4–6 der ABC-Sitcom Immer wieder Jim.
In dem Animationsfilm Olive, the Other Reindeer – Regie: Steve Moore (1999), lieh Rouse an der Seite von Drew Barrymore (Olive), Matt Groening (Arturo, der Elf) und Michael Stipe (Schnitzel) den Charakteren Round John Virgin und Comet seine Stimme.
Als Entwickler, Drehbuchautor und Darsteller trat Rouse neben David Pasquesi (Smitty), Jay Leggett (Gus) und Michael Coleman (Chase) in der Comedy Factory als Gary 2008 erneut in Erscheinung.
Im Jahr 2013 spielte Mitch Rouse in dem Episodenfilm Nennt mich verrückt! (Original: Call Me Crazy: A Five Film) unter Regie von Bonnie Hunt den Episoden-Hauptcharakter Eddie.

### Film
Mitch Rouse hatte verschiedene Rollen in diversen Filme wie Austin Powers – Das Schärfste, was Ihre Majestät zu bieten hat (Original: Austin Powers: International Man of Mystery), in der Filmkomödie Freunde mit Geld (Original: Friends With Money) neben Jennifer Aniston, John Cusack und Scott Caan, dem Sportfilm Touchdown – Sein Ziel ist der Sieg (Original: Rudy) – Regie: David Anspaugh, über den Footballstar Daniel „Rudy“ Ruettiger aus dem Jahr 1999 neben Sean Astin und Charles S. Dutton und Nach 7 Tagen – Ausgeflittert (Originaltitel: The Heartbreak Kid), einem Remake von Der Herzensbrecher (1972) in der Regie von Peter und Bobby Farrelly mit Ben Stiller in der Hauptrolle.
Seine bekannteste Darstellung ist die Hauptrolle des Arliss als Gegenpart von Jasmine (Janeane Garofalo) in dem Independent-Film Sweethearts (1997) unter der Regie von Aleks Horvat.
Mitch Rouse schrieb das Drehbuch und führte 2004 in dem Film You’re Fired! (Original: Employee of the Month) Regie, in dem Jay Leggett als Dorff an der Seite von Matt Dillon, Christina Applegate, Steve Zahn und Rouses's Ehefrau Andrea Bendewald mitspielte. You’re Fired! kam in die offizielle Auswahl des Sundance Film Festivals. Das Drehbuch für die ebenfalls 2004 von Paramount Pictures produzierte Abenteuerkomödie Trouble ohne Paddel (Original: Without A Paddle) mit Dax Shepard und Seth Green in den Hauptrollen, schrieb Rouse gemeinsam mit Jay Leggett.

## Privates
Am 19. August 2001 heiratete Rouse die Schauspielerin Andrea Bendewald in auf der Sandlerock Ranch Malibu. Das Paar lernte sich im Oktober 1998 während der Arbeit an der ABC-Sitcom The Secret Lives of Men kennen. Jennifer Aniston war Trauzeugin, Brautjungfern waren die Schauspielerkolleginnen Maria Bello und Kristen Hahn bei der Hochzeit des Paares.